# Säntis (Schiff, 1956)
Die Säntis ist ein Schiff der Schweizerischen Bodensee-Schifffahrt (SBS) mit Heimathafen Romanshorn.

## Geschichte

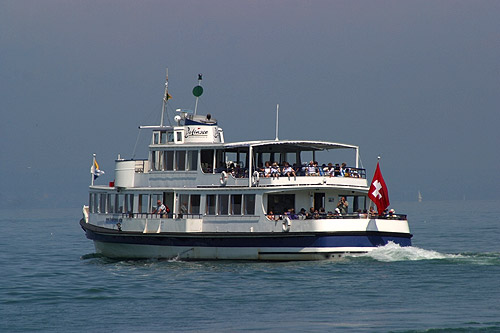
Säntis (Heckansicht)

1956 stellten die Schweizerischen Bundesbahnen (SBB) mit der Säntis ein Motorschiff mittlerer Grösse in Dienst. Vorgängerin war der Halbsalondampfer St. Gotthard, der 1943 abgebrochen wurde.  Prototyp der Säntis war das 1955 für den Zürichsee erbaute Motorschiff Glärnisch. Die Säntis wurde in der Bodan-Werft in Kressbronn gebaut. Nötig wurde die Beschaffung wegen der Zunahme des Verkehrs auf dem Bodensee. Das Zweideckschiff konnte 320 Personen befördern und wird von zwei SLM-Dieselmotoren mit je 300 PS angetrieben. Es verfügt über ein Bugruder, damit es bei Bedarf den Alten Rhein nach Rheineck befahren kann. Die Säntis wurde auf schwächer frequentierten Kursen und auf Ausflugs- und Sonderfahrten eingesetzt.
Nach dem Vorbild der Säntis baute die Bodan-Werft mehrere Schiffe für verschiedene Seen: die Säntis (Zürichsee), die Interlaken (Brienzersee), die Niederhorn (Thunersee) und die Grünten (Bodensee).
Im Winter 2016/2017 wurde die Säntis in der SBS-Werft in Romanshorn in ein Event-Charterschiff umgebaut. Die Innenräume wurden modernisiert und zu Lasten des Sonnendecks vergrössert. Unverändert blieben praktisch nur der Rumpf und der Antrieb. Das Schiff ist seither als Eventschiff auf Charterfahrten im höheren Preissegment unterwegs und hat rund 120 Sitzplätze. Die SBS ist überzeugt, dass es neben der Hohentwiel und der Sonnenkönigin einen Markt für das Eventschiff gibt.

## Namensgebung
Namensgeber des Schiffs ist der Säntis, der Hausberg der Bodenseeregion. Ein Dampfschiff mit dem gleichen Namen verkehrte von 1892 bis 1933 auf dem Bodensee.